# لنتسرویشه
لنتسرویشه (به آلمانی: Lenzerwische) یک شهر در آلمان است که در پریگنیتس واقع شده‌است. لنتسرویشه ۵۳۴ نفر جمعیت دارد.